# Обухов, Михаил Константинович
Михаи́л Константи́нович Обу́хов (25 января 1879, Санкт-Петербург — 25 марта 1914, Санкт-Петербург) — русский артист балета, педагог.

## Биография
Михаил Обухов родился в Санкт-Петербурге в семье действительного статского советника Константина Алексеевича Обухова, служившего по финансовому ведомству, и Анны Петровны Обуховой, урожденной Анны Соломбаловой. Михаил Обухов является племянником Н. Г. и С. Г. Легатов.

## Профессиональная деятельность в балете
По окончании Петербургского театрального училища вместе с M. M. Фокиным (педагоги Н. Г. Легат, П. А. Гердт, А. В. Ширяев) Михаил Обухов танцевал в Мариинском театре в 1898—1914 годы. Одновременно с ним училище окончили ученицы Э. Чекетти — Л. Н. Егорова и Ю. Н. Седова. Все четверо дебютировали в па де катре на муз. M. Ф. Келлера, специально сочинённом для них Чекетти и включённом в балет «Пахита» (1898). В «блестящем дебюте» пресса особенно выделяла мужчин. Исполнял партии: Зигфрид; Франц («Коппелия»), Жан де Бриен («Раймонда»), Рыбак («Наяда и рыбак»), Люсьен («Пахита»), Зима, Зефир («Времена года»).
В нарушение традиции Михаила Обухова определили, минуя кордебалет, в корифеи. Обухов — классический танцовщик, основными достоинствами которого были виртуозный танец и строгий академический стиль исполнения. Технику танца совершенствовал, занимаясь в театре у Чеккетти. Замечательно владел вращениями и заносками, доводя их число до рекордного.

## Работа с Михаилом Фокиным
С балетмейстерскими исканиями своего соученика Фокина Обухов встретился один раз — при постановке первой редакции «Шопенианы» исполнил вместе с А. П. Павловой 7-й вальс (1907). Здесь хореограф и исполнители уловили суть романтического балета: этот вальс стал основой второй, дошедшей до нас, редакции «Шопенианы».
Соприкосновение с Фокиным было эпизодическим, но значимым: искусство Обухова вполне отвечало завершающему этапу собственно академич. исполнительства и готовило появление танцовщиков новой формации — таких, как ученик Обухова — В. Ф. Нижинский.

## Обухов как педагог балета
Педагогическую деятельность начал в 1900, став в 21 год старшим преподавателем классического танца Санкт-Петербургского театрального училища. С 1899 неоднократно выезжал во Францию для ознакомления с постановкой театр, образования. Среди учеников Г. А. Розай, В. А. Семенов, А. Н. Обухов, П. Н. Владимиров, А. В. Гаврилов, Н. П. Ивановский.
Самый известный и прославленный ученик Михаила Обухова — Вацлав Нижинский.